# Сікорський Микола Онуфрійович
Микола Онуфрійович Сікорський (18 червня 1920 — 24 жовтня 1990) — червонофлотець 66-го окремого загону дегазації і димомаскування (димомаскування і дегазації) Червонопрапорної Дніпровської флотилії, Герой Радянського Союзу.

## Біографія
Народився 18 червня 1920 року в селі Чехи, нині Бердичівського району Житомирської області. Працював шофером на вагоноремонтному заводі в місті Свободний Амурської області.
У травні 1940 року призваний до лав Червоного Флоту ЗС СРСР. Проходив службу на Тихоокеанському флоті. У боях Другої світової війни з вересня 1941 року. Воював під Ленінградом, Сталінградом, на Дніпрі в складі річкових флотилій і на 1-му Білоруському фронті. Мав легке і важке поранення. Кандидат у члени ВКП(б). Представлений до звання Героя Радянського Союзу виключно за відважні дії в ході десанту в районі Скригалово — Конковичі і Пінського десанту в червні—липні 1944 року.
Указом Президії Верховної Ради СРСР від 7 березня 1945 року за високу військову майстерність, мужність і стійкість червонофлотцю Миколі Онуфрійовичу Сікорському присвоєно звання Героя Радянського Союзу з врученням ордена Леніна і медалі «Золота Зірка».
Після війни М.О. Сікорський звільнився в запас у званні старшини 1-ї статті. У 1958 році закінчив школу торгових працівників. Жив у місті Євпаторія, де працював на одному з підприємств міста. Помер 24 жовтня 1990 року.
Нагороджений орденами Леніна, Вітчизняної війни 1-го ступеня (6 квітня 1985 року), медалями.